# Beselga (Tomar)
Beselga is een plaats (freguesia) in de Portugese gemeente Tomar en telt 880 inwoners (2001).